# Les peintres français nouveaux
« Les peintres français nouveaux », est une collection française de monographies illustrées consacrées à des artistes contemporains. Fondée en 1919 et dirigée jusqu'en 1929 par Roger Allard pour les éditions de La Nouvelle Revue française devenues la Librairie Gallimard, la collection se poursuit sous le titre « Les peintres nouveaux » avant de s'interrompre en 1933.
La collection fut déclinée en « Les sculpteurs français nouveaux » en 1925, puis en « Les graveurs français nouveaux » en 1928 et « Les photographes nouveaux » en 1930.

## Historique
Proche de Georges Duhamel et d'André Gide qui le présentent à Gaston Gallimard, le poète et critique Roger Allard devient le directeur artistique de la maison, chargé de développer des ouvrages sur la peinture. Il lance en décembre 1919 avec une monographie consacrée à Henri Matisse, la collection « Les peintres français nouveaux » sous un format 12 x 15,5 cm de 64 pages en moyenne, introduit à chaque fois par un portrait gravé d'un peintre, de notices biographiques et documentaires, et de 25 à 35 illustrations en moyenne, reproduisant en noir et blanc par le procédé de l'héliogravure des peintures et des dessins. Chaque volume est numéroté et était vendu 3,75 francs. Il a existé pour chaque ouvrage, une édition de luxe tirée à part comportant une estampe originale signée Jules Germain, Georges Aubert ou Paul Bornet. Une partie des artistes présentés appartient à l'« école de Paris ». Roger Allard quitte Gallimard fin 1929 et est remplacé par André Malraux ; après quelques titres produits par ses soins, il met la collection en sommeil, laquelle connaît de nombreuses réimpressions en 1945.

## Les peintres nouveaux
La numérotation est celle de l'édition originale :
1. Henri Matisse, par Marcel Sembat, gravure de Jules Germain, [1919].
2. Charles Guérin, par Tristan Klingsor, gravure de J. Germain, 1920.
3. Luc-Albert Moreau, par Roger Allard, dessin d'André Dunoyer de Segonzac, 1920[3].
4. Jean Puy, par Michel Puy, gravure de J. Germain, 1920.
5. Othon Friesz, par André Salmon, gravure de Georges Aubert, 1920.
6. Jean Marchand, par René-Jean, gravure de J. Germain, 1920.
7. Maurice de Vlaminck, par Francis Carco, gravure de J. Germain, 1920.
8. Georges Rouault, par Michel Puy, gravure de J. Germain, 1921.
9. Maurice Utrillo, par Francis Carco, portrait de Suzanne Valadon gravé par Aubert, 1921[4].
10. Marie Laurencin, par R. Allard, 1921.
11. André Dunoyer de Segonzac, par René-Jean, 1921.
12. Albert Marquet, par François Fosca, gravure de J. Germain, 1922.
13. Roger de La Fresnaye, par R. Allard, 1922.
14. Suzanne Valadon, par Robert Rey, 1922.
15. André Derain, par André Salmon, 1922.
16. Pablo Picasso, par Pierre Reverdy, 1922.
17. Maurice Denis, par F. Fosca, 1923.
18. Maurice Asselin, par F. Carco, 1923.
19. Pierre Bonnard, par Claude Roger-Marx, 1923.
20. Yves Alix, par R. Allard, 1924.
21. Odilon Redon, par C. Roger-Marx, 1924.
22. Claude Monet, par Florent Fels, 1925.
23. Marcel Gromaire, par Jean Cassou, 1925.
24. Pierre Laprade, par Edmond Jaloux, 1925.
25. Démétrios Galanis, 1925.
26. André Lhote, par Pierre Courthion et Jacques Rivière, 1926.
27. André Favory, par E. Jaloux, 1926.
28. Charles Péquin, par Édouard des Courières, 1927.
29. Giorgio de Chirico, par Roger Vitrac, 1927.
30. Moïse Kisling, par Georges Gabory, 1928.
31. Marc Chagall, par Waldemar-George, 1928.
32. Pierre-Auguste Renoir, par Adolphe Basler, 1928.
33. François Quelvée, par Gabriel Mourey, 1928.
34. Henri Rousseau, par A. Basler, 1928.
35. Othon Coubine, par A. H. Martinie, 1929.
36. Fernand Léger, par Waldemar-George , 1929.
37. Man Ray, par Georges Ribemont-Dessaignes, 1929.
38. Paul Klee, par René Crevel, 1930.
39. Rodolphe-Théophile Bosshard, par Auguste Sandoz, 1930.
40. Gino Severini, par Jacques Maritain, 1930.
41. André Masson, par Pascal Pia, 1930.
42. Louis Marcoussis, par Jean Cassou, 1930.
43. Simon Bussy, par F. Fosca, 1930.
44. Juan Gris, par Waldemar-George, 1931.
45. Simon Mondzain, par Jean Guéhenno, 1931.
46. Amédée de La Patellière, par Roger Brielle, 1932.
47. Charles Clément, par Paul Budry, 1932
48. Willi Baumeister, par Will Grohmann, 1932.
49. Jean Charlot, par Paul Claudel, 1933.

## Les sculpteurs nouveaux
Sous couverture parfois bleue :
1. Charles Despiau, par Claude Roger-Marx, gravure de Georges Aubert, 1925.
2. Joseph Bernard, par Tristan Klingsor, 1925.
3. Antoine Bourdelle, par François Fosca, 1925.
4. François Pompon, par F. des Courières, 1926.
5. Aristide Maillol, par Pierre Camo, 1926.
6. Chana Orloff, par F. des Courières, 1927.
7. Jacques Lipchitz, par Roger Vitrac, 1927.
8. Ossip Zadkine, par Pierre Humbourg, 1927.
9. Manolo Hugué, par Pascal Pia, 1928.
10. Marcel Gimond, par Paul Fierens, 1928.
11. Renée Sintenis, par René Crevel, 1929.

## Les graveurs nouveaux
1. Camille Pissarro, par Claude Roger-Marx, gravure de Georges Aubert, 1928.
2. Eugène Delacroix, par C. Roger Marx, 1929.
3. Jean Émile Laboureur, par Pierre du Colombier, 1931.

## Les photographes nouveaux
Un seul ouvrage paru :
1. Germaine Krull, par Pierre Mac Orlan, 1931.